# Comuna Velîkîi Kurin, Liubeșiv
Velîkîi Kurin (în ucraineană Великий Курінь) este o comună în raionul Liubeșiv, regiunea Volînia, Ucraina, formată din satele Prohodî și Velîkîi Kurin (reședința).

## Demografie
Componența lingvistică a satului Velîkîi Kurin
     Ucraineană (99,84%)
     Alte limbi (0,16%)
Conform recensământului din 2001, majoritatea populației satului Velîkîi Kurin era vorbitoare de ucraineană (99,84%), existând în minoritate și vorbitori de alte limbi.